# 星宿七
HD 82428，又名BD-09 2856，SAO 155257、HR 3785，是一颗長蛇座的恒星，视星等为6.14，位于銀經243.89，銀緯28.65，其B1900.0坐标为赤經9h 26m 46.4s，赤緯-10° 28.65′ 40″。